# Lucia Žitňanská
Lucia Žitňanská, née le 3 juin 1964 à Bratislava, est une femme d'État slovaque membre de Most-Híd.

## Biographie

### Formation et vie professionnelle
Diplômée de droit de l'université Comenius de Bratislava en 1987, elle travaille auprès de deux cabinets d'avocats pendant trois ans, avant d'intégrer l'office anti-monopole slovaque, en 1990.
En 1992, elle est recrutée en tant que professeur assistante à l'université Comenius de Bratislava jusqu'en 2002, année où elle devient avocate et professeur des universités.

### Engagement politique
Membre de l'Union démocrate et chrétienne slovaque - Parti démocrate (SDKÚ-DS), elle est nommée le 8 février 2006 vice-présidente du gouvernement et ministre de la Justice par Mikuláš Dzurinda, à la suite de la démission des ministres chrétiens-démocrates.
Elle est remplacée le 4 juillet, à la suite de la défaite du centre droit aux élections législatives, au cours desquelles elle est élue députée au Conseil national. Elle siège alors à la commission des Affaires constitutionnelles et à la commission de la Justice.
Elle retrouve le ministère de la Justice le 8 juillet 2010, après le retour au pouvoir d'une coalition de centre droit, dirigée par Iveta Radičová. Quatre mois plus tard, elle est élue vice-présidente de la SDKÚ-DS. Elle est remplacée, le 4 avril 2012, par Tomáš Borec.
Elle quitte la SDKÚ-DS en 2013 et rejoint le parti social-libéral Most-Híd. Le 23 mars 2016, Lucia Žitňanská est nommée vice-présidente du gouvernement et ministre de la Justice dans le troisième gouvernement de coalition du social-démocrate Robert Fico.